# Ligne de Waldighoffen à Saint-Louis-La Chaussée
La ligne de Waldighoffen à Saint-Louis-La Chaussée est une ligne ferroviaire française du Haut-Rhin. Elle reliait l'ancienne ligne d'Altkirch à Ferrette à la ligne de Strasbourg à Saint-Louis. Aujourd'hui la section de Waldighoffen à Blotzheim est déclassée et déposée, seule subsiste la section de Blotzheim à Saint-Louis-la-Chaussée.
Elle constitue la ligne n°135 000 du réseau ferré national.
Dans l'ancienne nomenclature de la région Est de la SNCF, elle était amalgamée avec la ligne de Saint-Louis à Huningue, numérotée « ligne 31.8 » et désignée en tant que « Ligne Blotzheim – Huningue ».

## Histoire
La création d'une voie reliant les lignes de Mulhouse à Bâle et d'Altkirch à Ferrete donne lieu à une ordonnance impériale allemande en 1908. Les travaux sont entrepris par la Direction générale impériale des chemins de fer d'Alsace-Lorraine (EL) mais ils prennent du retard du fait des difficultés du relief ce qui ne permet pas une ouverture avant le début de la Première Guerre mondiale. 
La fin de la construction est prise en charge par la Deutsches Heer, et après quelques circulations partielles, le 17 mars 1915 un premier train parcourt l'ensemble de la ligne entre Saint-Louis et Waldighoffen, il est suivi d'une mise en service le 10 avril. 
Pendant le conflit la ligne est rendue inutilisable, notamment du fait de la destruction des ponts.
Après les réparations des destructions dues à la Première Guerre mondiale, la ligne est de nouveau mise en service le 1er mars 1920 par  l'Administration des chemins de fer d'Alsace et de Lorraine (AL). Le trafic devint plus important dès le début des années 1930 car la ligne devint un lien entre la ligne Maginot et les positions arrière.
Le trafic voyageurs est fermé le 28 mars 1955 sur l'ensemble de la ligne. La section de Waldighoffen à Blotzheim est fermée au trafic des marchandises le 13 juin 1957.
La ligne est déclassée en trois étapes :
- le 24 mai 1960[5] entre Waldighoffen et Blotzheim (PK 0,200 à 16,700) ;
- le 26 juillet 1969[6] pour une section à Waldighoffen (PK 0,040 à 0,200) ;
- le 18 février 1976[7]pour une section à Blotzheim (PK 16,700 à 16,785).

Des trains de marchandises ont circulé entre Blotzheim et Saint-Louis jusqu'au 27 septembre 1992. Cette section, non déclassée, n'est plus exploitée et partiellement déposée.

## Tracé
La ligne à voie unique débutait par un embranchement, sur la ligne d'Altkirch à Ferrette, en gare de Waldighoffen d'où elle rejoignait la halte de Steinsoultz puis desservait les gares de Muespach, Muespach-le-Haut - Folgensbourg, Michelbach-le-haut - Attenschwiller, Michelbach-le-Bas et Blotzheim. La ligne passe sous les pistes de l'Aéroport international de Bâle-Mulhouse-Fribourg avant d'atteindre la gare de Saint-Louis-la-Chaussée (anciennement Blotzheim - Neuweg) sur la ligne de Strasbourg à Saint-Louis qu'elle longeait par une voie posée en parallèle. Entre ces deux dernières gares un embranchement la reliait à cette ligne.